# Vaccaria hispanica var. grandiflora
Vaccaria hispanica subsp. grandiflora é uma variedade de planta com flor pertencente à família Caryophyllaceae. 
A autoridade científica da variedade é (Fisch. ex DC.) J. Léonard, tendo sido publicada em Bull. Jard. Bot. Belg. 55: 298 (1985).

## Portugal
Trata-se de uma variedade presente no território português, nomeadamente em Portugal Continental.
Em termos de naturalidade é nativa da região atrás indicada.

## Protecção
Não se encontra protegida por legislação portuguesa ou da Comunidade Europeia.